# Каньяда, Давид
Дави́д Канья́да Гарси́я (исп. David Cañada Garcia; 11 марта 1975, Сарагоса, Арагон — 28 мая 2016, El Run) — испанский шоссейный велогонщик, выступал на профессиональном уровне в период 1995—2009 годов. Победитель многодневных гонок «Вуэльта Мурсии» и «Вуэльта Каталонии», победитель командной гонки с раздельным стартом на «Тур де Франс», призёр многих других соревнований по шоссейному велоспорту.

## Биография
Давид Каньяда родился 11 марта 1975 года в городе Сарагоса автономного региона Арагон.
Карьеру велогонщика начал в 1995 году, присоединившись к испанской профессиональной команде ONCE. В 1997 году записал в актив несколько первых достижений, в частности занял третье место в многодневной гонке «Вольта Алентежу» в Португалии.
Настоящая известность пришла к нему в сезоне 2000 года, когда он одержал победу в генеральной классификации «Вуэльты Мурсии», попутно выиграв четвёртый и пятый этапы, а также победил в общем зачёте многодневки «Сиркюи де ля Сарт», где, помимо прочего, финишировал первым на четвёртом этапе. В этом сезоне он дебютировал в «Тур де Франс», в составе ONCE выиграл четвёртый этап, командную гонку с раздельным стартом, и занял в общем зачёте 33 место. Поучаствовал и в классических однодневных гонках, в частности финишировал шестым на «Классике Сан-Себастьяна».
На волне первых побед в 2001 году Каньяда перешёл в команду Mapei–Quick-Step, хотя каких-то существенных успехов в её составе не добился. Впервые выступил на «Вуэльте Испании», но на одном из этапов сошёл с дистанции. В следующем сезоне сумел проехать всю «Вуэльту» целиком, но расположился в итоговом протоколе лишь на 50 позиции. Занял четвёртое место в генеральной классификации «Тура Нидерландов».
Сезон 2003 года провёл в команде Quick-Step–Davitamon, отметился третьим местом в генерале «Тура Люксембурга».
Начиная с 2004 года в течение нескольких лет выступал за испанский клуб Saunier Duval–Prodir. В дебютном сезоне не показал сколько-нибудь значимых результатов, разве что закрыл десятку сильнейших в генеральной классификации «Тура Швейцарии». В 2005 году, помимо прочего, был третьим в однодневной гонке первой категории «Тур Кёльна». Наибольшего успеха добился в сезоне 2006 года, когда выиграл общий зачёт «Вуэльты Каталонии» — эта победа стала последней громкой победой в его спортивной карьере. В 2007 году он занял третье место на «Туре Джорджии», в 2008 году последний раз поучаствовал в гранд-туре, занял 58 место на «Джиро д’Италия».
В 2009 году Каньяда не мог выступать на соревнованиях, так как ему диагностировали рак кожи, и он вынужден был перенести операцию и комплекс мер по реабилитации. В 2010 году он заявил, что полностью излечился от рака, тем не менее, ему пришлось завершить карьеру профессионального спортсмена, поскольку ни одна из команд не хотела подписывать с ним контракт.
Погиб 28 мая 2016 года, разбившись во время любительского велосипедного заезда в муниципалитете Граус.